# 1222
Portal Geschichte | Portal Biografien | Aktuelle Ereignisse | Jahreskalender | Tagesartikel

◄ |
12. Jahrhundert |
13. Jahrhundert
| 14. Jahrhundert | ►

◄ |
1190er |
1200er |
1210er |
1220er
| 1230er | 1240er | 1250er | ►

◄◄ |
◄ |
1218 |
1219 |
1220 |
1221 |
1222
| 1223 | 1224 | 1225 | 1226 | ► | ►►
Staatsoberhäupter  · Nekrolog
| Januar | Januar | Januar | Januar | Januar | Januar | Januar | Januar |
| Kw     | Mo     | Di     | Mi     | Do     | Fr     | Sa     | So     |
| ------ | ------ | ------ | ------ | ------ | ------ | ------ | ------ |
| 52     |        |        |        |        |        | 1      | 2      |
| 1      | 3      | 4      | 5      | 6      | 7      | 8      | 9      |
| 2      | 10     | 11     | 12     | 13     | 14     | 15     | 16     |
| 3      | 17     | 18     | 19     | 20     | 21     | 22     | 23     |
| 4      | 24     | 25     | 26     | 27     | 28     | 29     | 30     |
| 5      | 31     |        |        |        |        |        |        |

| Februar | Februar | Februar | Februar | Februar | Februar | Februar | Februar |
| Kw      | Mo      | Di      | Mi      | Do      | Fr      | Sa      | So      |
| ------- | ------- | ------- | ------- | ------- | ------- | ------- | ------- |
| 5       |         | 1       | 2       | 3       | 4       | 5       | 6       |
| 6       | 7       | 8       | 9       | 10      | 11      | 12      | 13      |
| 7       | 14      | 15      | 16      | 17      | 18      | 19      | 20      |
| 8       | 21      | 22      | 23      | 24      | 25      | 26      | 27      |
| 9       | 28      |         |         |         |         |         |         |

| März | März | März | März | März | März | März | März |
| Kw   | Mo   | Di   | Mi   | Do   | Fr   | Sa   | So   |
| ---- | ---- | ---- | ---- | ---- | ---- | ---- | ---- |
| 9    |      | 1    | 2    | 3    | 4    | 5    | 6    |
| 10   | 7    | 8    | 9    | 10   | 11   | 12   | 13   |
| 11   | 14   | 15   | 16   | 17   | 18   | 19   | 20   |
| 12   | 21   | 22   | 23   | 24   | 25   | 26   | 27   |
| 13   | 28   | 29   | 30   | 31   |      |      |      |

| April | April | April | April | April | April | April | April |
| Kw    | Mo    | Di    | Mi    | Do    | Fr    | Sa    | So    |
| ----- | ----- | ----- | ----- | ----- | ----- | ----- | ----- |
| 13    |       |       |       |       | 1     | 2     | 3     |
| 14    | 4     | 5     | 6     | 7     | 8     | 9     | 10    |
| 15    | 11    | 12    | 13    | 14    | 15    | 16    | 17    |
| 16    | 18    | 19    | 20    | 21    | 22    | 23    | 24    |
| 17    | 25    | 26    | 27    | 28    | 29    | 30    |       |

| Mai | Mai | Mai | Mai | Mai | Mai | Mai | Mai |
| Kw  | Mo  | Di  | Mi  | Do  | Fr  | Sa  | So  |
| --- | --- | --- | --- | --- | --- | --- | --- |
| 17  |     |     |     |     |     |     | 1   |
| 18  | 2   | 3   | 4   | 5   | 6   | 7   | 8   |
| 19  | 9   | 10  | 11  | 12  | 13  | 14  | 15  |
| 20  | 16  | 17  | 18  | 19  | 20  | 21  | 22  |
| 21  | 23  | 24  | 25  | 26  | 27  | 28  | 29  |
| 22  | 30  | 31  |     |     |     |     |     |

| Juni | Juni | Juni | Juni | Juni | Juni | Juni | Juni |
| Kw   | Mo   | Di   | Mi   | Do   | Fr   | Sa   | So   |
| ---- | ---- | ---- | ---- | ---- | ---- | ---- | ---- |
| 22   |      |      | 1    | 2    | 3    | 4    | 5    |
| 23   | 6    | 7    | 8    | 9    | 10   | 11   | 12   |
| 24   | 13   | 14   | 15   | 16   | 17   | 18   | 19   |
| 25   | 20   | 21   | 22   | 23   | 24   | 25   | 26   |
| 26   | 27   | 28   | 29   | 30   |      |      |      |

| Juli | Juli | Juli | Juli | Juli | Juli | Juli | Juli |
| Kw   | Mo   | Di   | Mi   | Do   | Fr   | Sa   | So   |
| ---- | ---- | ---- | ---- | ---- | ---- | ---- | ---- |
| 26   |      |      |      |      | 1    | 2    | 3    |
| 27   | 4    | 5    | 6    | 7    | 8    | 9    | 10   |
| 28   | 11   | 12   | 13   | 14   | 15   | 16   | 17   |
| 29   | 18   | 19   | 20   | 21   | 22   | 23   | 24   |
| 30   | 25   | 26   | 27   | 28   | 29   | 30   | 31   |

| August | August | August | August | August | August | August | August |
| Kw     | Mo     | Di     | Mi     | Do     | Fr     | Sa     | So     |
| ------ | ------ | ------ | ------ | ------ | ------ | ------ | ------ |
| 31     | 1      | 2      | 3      | 4      | 5      | 6      | 7      |
| 32     | 8      | 9      | 10     | 11     | 12     | 13     | 14     |
| 33     | 15     | 16     | 17     | 18     | 19     | 20     | 21     |
| 34     | 22     | 23     | 24     | 25     | 26     | 27     | 28     |
| 35     | 29     | 30     | 31     |        |        |        |        |

| September | September | September | September | September | September | September | September |
| Kw        | Mo        | Di        | Mi        | Do        | Fr        | Sa        | So        |
| --------- | --------- | --------- | --------- | --------- | --------- | --------- | --------- |
| 35        |           |           |           | 1         | 2         | 3         | 4         |
| 36        | 5         | 6         | 7         | 8         | 9         | 10        | 11        |
| 37        | 12        | 13        | 14        | 15        | 16        | 17        | 18        |
| 38        | 19        | 20        | 21        | 22        | 23        | 24        | 25        |
| 39        | 26        | 27        | 28        | 29        | 30        |           |           |

| Oktober | Oktober | Oktober | Oktober | Oktober | Oktober | Oktober | Oktober |
| Kw      | Mo      | Di      | Mi      | Do      | Fr      | Sa      | So      |
| ------- | ------- | ------- | ------- | ------- | ------- | ------- | ------- |
| 39      |         |         |         |         |         | 1       | 2       |
| 40      | 3       | 4       | 5       | 6       | 7       | 8       | 9       |
| 41      | 10      | 11      | 12      | 13      | 14      | 15      | 16      |
| 42      | 17      | 18      | 19      | 20      | 21      | 22      | 23      |
| 43      | 24      | 25      | 26      | 27      | 28      | 29      | 30      |
| 44      | 31      |         |         |         |         |         |         |

| November | November | November | November | November | November | November | November |
| Kw       | Mo       | Di       | Mi       | Do       | Fr       | Sa       | So       |
| -------- | -------- | -------- | -------- | -------- | -------- | -------- | -------- |
| 44       |          | 1        | 2        | 3        | 4        | 5        | 6        |
| 45       | 7        | 8        | 9        | 10       | 11       | 12       | 13       |
| 46       | 14       | 15       | 16       | 17       | 18       | 19       | 20       |
| 47       | 21       | 22       | 23       | 24       | 25       | 26       | 27       |
| 48       | 28       | 29       | 30       |          |          |          |          |

| Dezember | Dezember | Dezember | Dezember | Dezember | Dezember | Dezember | Dezember |
| Kw       | Mo       | Di       | Mi       | Do       | Fr       | Sa       | So       |
| -------- | -------- | -------- | -------- | -------- | -------- | -------- | -------- |
| 48       |          |          |          | 1        | 2        | 3        | 4        |
| 49       | 5        | 6        | 7        | 8        | 9        | 10       | 11       |
| 50       | 12       | 13       | 14       | 15       | 16       | 17       | 18       |
| 51       | 19       | 20       | 21       | 22       | 23       | 24       | 25       |
| 52       | 26       | 27       | 28       | 29       | 30       | 31       |          |

| Januar | Januar | Januar | Januar | Januar | Januar | Januar | Januar |
| Kw     | Mo     | Di     | Mi     | Do     | Fr     | Sa     | So     |
| ------ | ------ | ------ | ------ | ------ | ------ | ------ | ------ |
| 52     |        |        |        |        |        | 1      | 2      |
| 1      | 3      | 4      | 5      | 6      | 7      | 8      | 9      |
| 2      | 10     | 11     | 12     | 13     | 14     | 15     | 16     |
| 3      | 17     | 18     | 19     | 20     | 21     | 22     | 23     |
| 4      | 24     | 25     | 26     | 27     | 28     | 29     | 30     |
| 5      | 31     |        |        |        |        |        |        |

| Februar | Februar | Februar | Februar | Februar | Februar | Februar | Februar |
| Kw      | Mo      | Di      | Mi      | Do      | Fr      | Sa      | So      |
| ------- | ------- | ------- | ------- | ------- | ------- | ------- | ------- |
| 5       |         | 1       | 2       | 3       | 4       | 5       | 6       |
| 6       | 7       | 8       | 9       | 10      | 11      | 12      | 13      |
| 7       | 14      | 15      | 16      | 17      | 18      | 19      | 20      |
| 8       | 21      | 22      | 23      | 24      | 25      | 26      | 27      |
| 9       | 28      |         |         |         |         |         |         |

| März | März | März | März | März | März | März | März |
| Kw   | Mo   | Di   | Mi   | Do   | Fr   | Sa   | So   |
| ---- | ---- | ---- | ---- | ---- | ---- | ---- | ---- |
| 9    |      | 1    | 2    | 3    | 4    | 5    | 6    |
| 10   | 7    | 8    | 9    | 10   | 11   | 12   | 13   |
| 11   | 14   | 15   | 16   | 17   | 18   | 19   | 20   |
| 12   | 21   | 22   | 23   | 24   | 25   | 26   | 27   |
| 13   | 28   | 29   | 30   | 31   |      |      |      |

| April | April | April | April | April | April | April | April |
| Kw    | Mo    | Di    | Mi    | Do    | Fr    | Sa    | So    |
| ----- | ----- | ----- | ----- | ----- | ----- | ----- | ----- |
| 13    |       |       |       |       | 1     | 2     | 3     |
| 14    | 4     | 5     | 6     | 7     | 8     | 9     | 10    |
| 15    | 11    | 12    | 13    | 14    | 15    | 16    | 17    |
| 16    | 18    | 19    | 20    | 21    | 22    | 23    | 24    |
| 17    | 25    | 26    | 27    | 28    | 29    | 30    |       |

| Mai | Mai | Mai | Mai | Mai | Mai | Mai | Mai |
| Kw  | Mo  | Di  | Mi  | Do  | Fr  | Sa  | So  |
| --- | --- | --- | --- | --- | --- | --- | --- |
| 17  |     |     |     |     |     |     | 1   |
| 18  | 2   | 3   | 4   | 5   | 6   | 7   | 8   |
| 19  | 9   | 10  | 11  | 12  | 13  | 14  | 15  |
| 20  | 16  | 17  | 18  | 19  | 20  | 21  | 22  |
| 21  | 23  | 24  | 25  | 26  | 27  | 28  | 29  |
| 22  | 30  | 31  |     |     |     |     |     |

| Juni | Juni | Juni | Juni | Juni | Juni | Juni | Juni |
| Kw   | Mo   | Di   | Mi   | Do   | Fr   | Sa   | So   |
| ---- | ---- | ---- | ---- | ---- | ---- | ---- | ---- |
| 22   |      |      | 1    | 2    | 3    | 4    | 5    |
| 23   | 6    | 7    | 8    | 9    | 10   | 11   | 12   |
| 24   | 13   | 14   | 15   | 16   | 17   | 18   | 19   |
| 25   | 20   | 21   | 22   | 23   | 24   | 25   | 26   |
| 26   | 27   | 28   | 29   | 30   |      |      |      |

| Juli | Juli | Juli | Juli | Juli | Juli | Juli | Juli |
| Kw   | Mo   | Di   | Mi   | Do   | Fr   | Sa   | So   |
| ---- | ---- | ---- | ---- | ---- | ---- | ---- | ---- |
| 26   |      |      |      |      | 1    | 2    | 3    |
| 27   | 4    | 5    | 6    | 7    | 8    | 9    | 10   |
| 28   | 11   | 12   | 13   | 14   | 15   | 16   | 17   |
| 29   | 18   | 19   | 20   | 21   | 22   | 23   | 24   |
| 30   | 25   | 26   | 27   | 28   | 29   | 30   | 31   |

| August | August | August | August | August | August | August | August |
| Kw     | Mo     | Di     | Mi     | Do     | Fr     | Sa     | So     |
| ------ | ------ | ------ | ------ | ------ | ------ | ------ | ------ |
| 31     | 1      | 2      | 3      | 4      | 5      | 6      | 7      |
| 32     | 8      | 9      | 10     | 11     | 12     | 13     | 14     |
| 33     | 15     | 16     | 17     | 18     | 19     | 20     | 21     |
| 34     | 22     | 23     | 24     | 25     | 26     | 27     | 28     |
| 35     | 29     | 30     | 31     |        |        |        |        |

| September | September | September | September | September | September | September | September |
| Kw        | Mo        | Di        | Mi        | Do        | Fr        | Sa        | So        |
| --------- | --------- | --------- | --------- | --------- | --------- | --------- | --------- |
| 35        |           |           |           | 1         | 2         | 3         | 4         |
| 36        | 5         | 6         | 7         | 8         | 9         | 10        | 11        |
| 37        | 12        | 13        | 14        | 15        | 16        | 17        | 18        |
| 38        | 19        | 20        | 21        | 22        | 23        | 24        | 25        |
| 39        | 26        | 27        | 28        | 29        | 30        |           |           |

| Oktober | Oktober | Oktober | Oktober | Oktober | Oktober | Oktober | Oktober |
| Kw      | Mo      | Di      | Mi      | Do      | Fr      | Sa      | So      |
| ------- | ------- | ------- | ------- | ------- | ------- | ------- | ------- |
| 39      |         |         |         |         |         | 1       | 2       |
| 40      | 3       | 4       | 5       | 6       | 7       | 8       | 9       |
| 41      | 10      | 11      | 12      | 13      | 14      | 15      | 16      |
| 42      | 17      | 18      | 19      | 20      | 21      | 22      | 23      |
| 43      | 24      | 25      | 26      | 27      | 28      | 29      | 30      |
| 44      | 31      |         |         |         |         |         |         |

| November | November | November | November | November | November | November | November |
| Kw       | Mo       | Di       | Mi       | Do       | Fr       | Sa       | So       |
| -------- | -------- | -------- | -------- | -------- | -------- | -------- | -------- |
| 44       |          | 1        | 2        | 3        | 4        | 5        | 6        |
| 45       | 7        | 8        | 9        | 10       | 11       | 12       | 13       |
| 46       | 14       | 15       | 16       | 17       | 18       | 19       | 20       |
| 47       | 21       | 22       | 23       | 24       | 25       | 26       | 27       |
| 48       | 28       | 29       | 30       |          |          |          |          |

| Dezember | Dezember | Dezember | Dezember | Dezember | Dezember | Dezember | Dezember |
| Kw       | Mo       | Di       | Mi       | Do       | Fr       | Sa       | So       |
| -------- | -------- | -------- | -------- | -------- | -------- | -------- | -------- |
| 48       |          |          |          | 1        | 2        | 3        | 4        |
| 49       | 5        | 6        | 7        | 8        | 9        | 10       | 11       |
| 50       | 12       | 13       | 14       | 15       | 16       | 17       | 18       |
| 51       | 19       | 20       | 21       | 22       | 23       | 24       | 25       |
| 52       | 26       | 27       | 28       | 29       | 30       | 31       |          |

## Ereignisse

### Politik und Weltgeschehen

#### Byzantinisches Reich/Kreuzfahrerstaaten
- 1. Februar: Als Alexios I., Kaiser von Trapezunt, nach 18-jähriger Regierungszeit stirbt, werden seine beiden Söhne Johannes und Manuel bei der Thronfolge übergangen. Stattdessen wird Alexios’ Schwager Andronikos I. Kaiser und Großkomnene von Trapezunt.

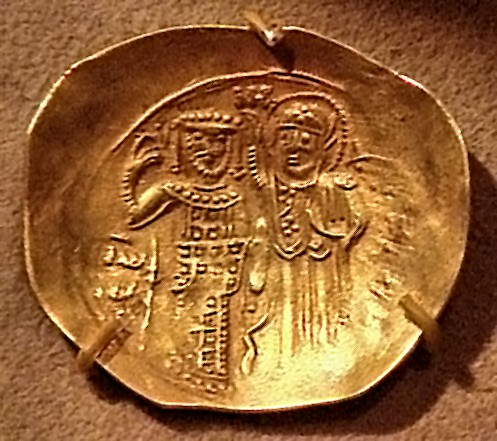
Johannes III., Gold-Hyperpyron

Theodor I. Laskaris, byzantinischer Kaiser im Exil in Nicäa, stirbt. Kurz vor seinem Tod hat er seinen Schwiegersohn Johannes III. Dukas Batatzes zum Nachfolger bestimmt. Dieser Machtübergang wird jedoch von Theodors Brüdern Alexios Laskaris und Isaak Laskaris angefochten, die versuchen, mit Unterstützung des Lateinischen Kaiserreiches ihren Schwager zu vertreiben, um selbst die Herrschaft des Kaiserreiches von Nikaia zu übernehmen. Sie entführen daher ihre elfjährige Nichte Eudokia Laskarina nach Konstantinopel an den Hof Roberts von Courtenay, der sein Heiratsversprechen ihr gegenüber erneuert, und verspricht, ihre Onkel bezüglich ihrer Thronansprüche zu unterstützen. Auch Theodors Witwe Maria von Courtenay begibt sich an den Hof ihres Bruders Robert. Der erst im Vorjahr geschlossene Friedensvertrag mit Nikaia ist damit hinfällig, und die Lateiner sehen sich neuerlich einem Zweifrontenkrieg ausgesetzt zwischen dem Kaiserreich Nikaia im Osten und dem Despotat Epirus unter Theodoros I. Komnenos Dukas im Westen und sind daher nicht mehr in der Lage, das von Epirus bedrohte Königreich Thessaloniki mit Waffenhilfe zu unterstützen. Dessen König Demetrius von Montferrat flieht daraufhin nach Italien zu seinem Bruder Wilhelm VI. von Montferrat.

#### Frankreich/Okzitanien

Das Wappen der Grafen von Toulouse

- 2. August: Graf Raimund VI. von Toulouse stirbt in seiner Hauptstadt Toulouse umgeben von Katholiken und Katharern. Er wird nach katholischem Ritus als Ritter vom Orden des Hospitals des heiligen Johannes von Jerusalem bestattet. Sein Sohn Raimund VII. wird am 21. September in der Kirche Saint-Pierre-des-Cuisines feierlich als Graf von Toulouse und Markgraf der Provence inthronisiert. Die meisten Teile seines Besitzes hat er in den letzten Jahren vom Albigenserkreuzzug zurückerobert, nur Carcassonne befindet sich noch in den Händen von Amaury de Montfort.

#### Heiliges Römisches Reich
- 2. Februar: Nach dem Tod seines Vaters Wilhelm I. wird sein minderjähriger Sohn Florens IV. unter der Vormundschaft seiner Onkel Graf von Holland und Zeeland.
- 8. Mai: Heinrich (VII.), der Sohn von Kaiser Friedrich II., wird in Aachen von Erzbischof Engelbert I. von Köln zum römisch-deutschen König und zum Mitregenten seines Vaters gekrönt.
- 12. August: Mit dem kinderlosen Tod Vladislav Heinrichs wird die Markgrafschaft Mähren unter seinem Bruder Ottokar I. Přemysl mit dem Königreich Böhmen in einer Hand vereinigt.
- Die Abtei Prüm wird von Kaiser Friedrich II. zum Fürstentum erhoben; Caesarius von Milendonk fertigt eine Abschrift des Prümer Urbar.
- Zwischen Florenz und Pisa kommt es zum Krieg.

#### Weitere Ereignisse in Europa
- 10. März: Mit dem Tod von Johann I. stirbt das Sverkergeschlecht in Schweden aus. Der sechsjährige Erik XI. aus dem Eriksgeschlecht, der sich mit seiner Mutter Rikissa am dänischen Hof befindet, wird zu seinem Nachfolger gewählt. Erstmals wird für die Regentschaft ein Reichsrat im Land eingesetzt.

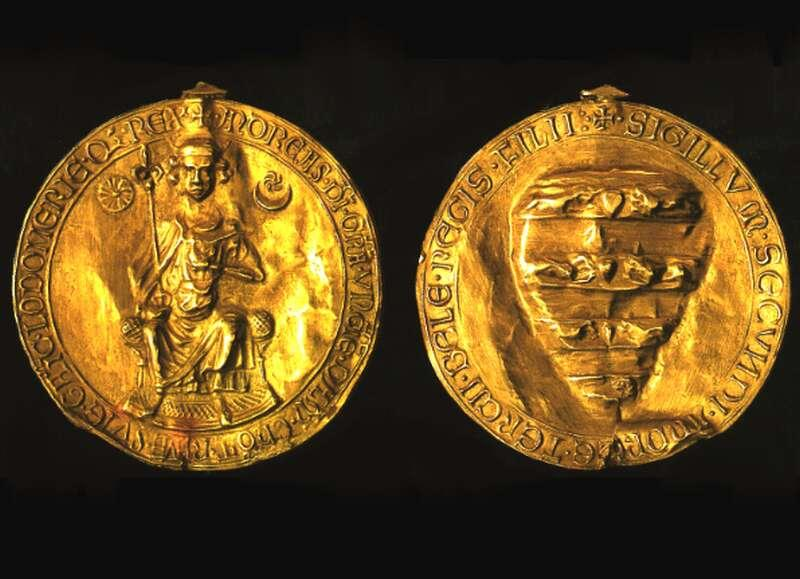
Goldbulle Andreas’ II.

- König Andreas II. von Ungarn gibt die ungarische Goldene Bulle aus. Die Gesetze legen die grundlegenden Rechte der Adligen fest, einschließlich des Rechts den königlichen Willen zu missachten, falls dieser widerrechtlich ist (ius resistendi).
- Friedrich II. geht militärisch gegen aufständische Muslime im Königreich Sizilien vor.
- Zwischen Nuno Sanchez von Roussillon und Wilhelm II. von Béarn, dem königlichen Prokurator der Krone Aragón, beginnt eine Fehde, in der König Jakon I. für seinen Cousin Nuno Partei ergreift.

#### Asien

Königreich Singhasari

- Der aus niederem Adel stammende Ken Angrok erobert das Reich Kediri auf Java und gründet das Königreich Singhasari.

#### Stadtrechte und urkundliche Ersterwähnungen
- Colmar (Elsass) wird freie Reichsstadt.
- Bocholt erhält durch den Bischof von Münster Stadtrechte.
- Attendorn erhält durch Erzbischof Engelbert von Köln Stadtrechte.
- Erste urkundliche Erwähnung von Benrath, Biberach (Baden), Birgel, Brunntal, Daisendorf, Hohenberg an der Eger und Zeiningen
- Die Burg Ziegenrück wird erstmals urkundlich erwähnt.

### Wirtschaft
- Die Brotstraße in Trier wird erstmals urkundlich erwähnt.
- Der ehemalige Abt Caesarius von Milendonk fertigt eine Abschrift des Prümer Urbar an.

### Wissenschaft und Technik
Die Universität Padua wird gegründet. Sie gewährt Professoren und Studenten, die die Universität Bologna wegen Differenzen verlassen haben, Zuflucht.

### Religion

#### Klostergründungen
- Das Maria-Magdalenen-Kloster in Akkon wird erstmals urkundlich erwähnt.
- Das Kloster Heinrichau wird als Stiftung des Breslauer Domherrn Nikolaus auf herzoglichem Grund im oberen Ohletal errichtet. Die Genehmigung hierzu erteilt Herzog Heinrich I. der Bärtige, dessen Notar Nikolaus ist.
- Das Kloster Mogila wird durch Bischof Iwan Odrowąż in Kacice nach einer Güterstiftung des Grafen Vislaus gegründet und von seinem Mutterkloster Kloster Leubus in Schlesien besiedelt.
- Das Kloster Santo Spirito d’Ocre wird gegründet.

#### Religiöse Orden
- Jordan von Sachsen wird nach dem Tod von Dominikus zweiter Ordensmeister der Dominikaner.
- Franz von Assisi zieht sich in die Einsamkeit von Alverna, einem kleinen Kloster, zurück.
- Raimund von Peñafort verfasst die Regeln des Mercedarier-Ordens.

#### Sonstiges
- Die Synode von Oxford erhebt den Heiligen Georg zum Schutzpatron von England.

### Natur und Umwelt
- 11. Mai: Ein Erdbeben auf Zypern zerstört Paphos und Limassol fast vollständig. Der anschließende Tsunami trifft auf die Küsten des östlichen Mittelmeeres.
- 28. September: Der Halleysche Komet ist 35 Tage lang nach Quellen aus China, Japan und Korea zu sehen.

## Geboren

### Geburtsdatum gesichert
- 28. März: Hermann II., Landgraf von Thüringen († 1241)
- 30. März: Nichiren, japanischer buddhistischer Reformer († 1282)
- 4. August: Richard de Clare, 5. Earl of Hertford, englischer Adeliger († 1262)

### Genaues Geburtsdatum unbekannt
- Al-Adil II., Sultan der Ayyubiden in Ägypten († 1248)
- Heinrich von Isny, Bischof von Basel, Erzbischof von Mainz und Erzkanzler des Heiligen Römischen Reichs († 1282)
- Qalawun, Sultan der Mamluken in Ägypten († 1290)

### Geboren um 1222
- Jolanthe von Châtillon, Gräfin von Nevers, Auxerre und Tonnerre († 1254)
- um 1222/1227: Gottfried III. von Eppstein, deutscher Adeliger († 1293/1294)

## Gestorben

### Todesdatum gesichert
- 1. Februar: Alexios I., Kaiser von Trapezunt (* 1182)
- 4. Februar: Wilhelm I., Graf von Holland und Kreuzritter (* um 1170)
- 10. März: Johann I., König von Schweden (* 1201)
- 22. Mai: Hermann I., Abt von St. Blasien
- 23. Juni: Konstanze von Aragón, Königin von Ungarn, Königin von Sizilien und römisch-deutsche Kaiserin (* um 1184)
- 2. August: Raimund VI., Graf von Toulouse und Markgraf der Provence, Hauptgegner des Albigenserkreuzzuges (* 1156)
- 12. August: Vladislav Heinrich, Herzog von Böhmen, Markgraf von Mähren (* um 1160)
- 11. September: Adam, Abt von Melrose und Bischof von Caithness

### Genaues Todesdatum unbekannt
- August: Rhys ap Gruffydd, Lord des walisischen Fürstentums Deheubarth
- Oktober: Heinrich I., Graf von Rodez und Vizegraf von Carlat
- Brice Douglas, Bischof von Moray
- Guido II., Graf von Auvergne
- Guillaume des Roches, französischer Adliger, Herr von Sablé und Seneschall von Anjou
- Henry Fitz-Count, 1. Earl of Cornwall, englischer Adeliger
- Johann, Graf von Beaumont-sur-Oise
- Manuel I. Charitopoulos, Patriarch von Konstantinopel im Exil in Nikaia
- Raimund II., Fürst von Antiochia und Thronprätendent von Kleinarmenien (* um 1195)
- Theodor I., byzantinischer Kaiser im Exil in Nicäa (* um 1174)

### Gestorben um 1222
- Januar 1222/1223: Hervé IV., Herr von Donzy und Gien und de iure uxoris Graf von Nevers